# Parajulus arius
Parajulus arius är en mångfotingart som beskrevs av Chamberlin 1918. Parajulus arius ingår i släktet Parajulus och familjen Parajulidae. Inga underarter finns listade i Catalogue of Life.